# NIE (resistenza)
NIE ( Polish: [ˈɲɛ] ; abbreviazione di niepodległość "indipendenza",  e che significa anche "no") fu un'organizzazione di resistenza anticomunista polacca costituita nel 1943. Tra i propri obiettivi principali vi era la lotta contro l' Unione Sovietica dopo il 1944 (vedi occupazione sovietica della Polonia ). La NIE si dimostrò anche una delle migliori strutture segrete dell'Armia Krajowa, attiva fino al 7 maggio 1945. I suoi comandanti erano i generali Leopold Okulicki ed Emil August Fieldorf. Uno dei primi membri dell'organizzazione fu Witold Pilecki.
Le origini dell'organizzazione risalgono alla seconda metà del 1943, quando il 27 settembre il governo polacco in esilio dichiarò che le attività cospirative sarebbero dovuto proseguire durante l'eventuale occupazione sovietica del paese. L'organizzazione, gli statuti e la struttura del NIE vennero istituiti da ufficiali di alto rango dell'Esercito Nazionale: tra quelli coinvolti il generale Tadeusz Komorowski e il comandante in capo polacco, il generale Kazimierz Sosnkowski. I membri del NIE furono accuratamente selezionati. Venne inoltre ordinato loro di rompere i propri legami con i soldati dell'esercito nazionale.
Nel maggio 1944 il generale Leopold Okulicki divenne del NIE. L'organizzazione tuttavia non riuscì a raggiungere i suoi scopi, a causa della rivolta di Varsavia e dell'operazione Tempesta, avvenuta nell'estate del 1944. Le sue strutture erano disorganizzate e non vi fu comunicazione con i suoi distaccamenti situati a est della linea del fronte tedesco-sovietica. La maggior parte degli ufficiali del NIE presero parte alla rivolta di Varsavia e, dopo la sua capitolazione, furono catturati dalla Wehrmacht. Il 22 novembre 1944, al generale Okulicki fu ordinato di creare una rete di cospirazione nelle terre di confine orientali, ma i suoi sforzi fallirono. Il 16 gennaio 1945 si tenne a Cracovia un incontro del generale Okulicki, del generale Fieldorf, di Jan Stanislaw Jankowski e di Stanislaw Jasiukowicz. Il 7 marzo, tuttavia, Fieldorf fu arrestato dall'NKVD e inviato in Siberia. Il 27 marzo i sovietici arrestarono Okulicki (vedi Processo dei sedici). Dopo la serie di arrestati, la NIE fu brevemente comandata dal colonnello Antoni Sanojca, che, col permesso del generale Wladyslaw Anders, lo sciolse il 7 maggio 1945.
Secondo i suoi statuti, NIE era un'organizzazione finalizzata ad attività anticomuniste a lungo termine. Si concentrò sull'autodifesa, la propaganda e la raccolta di informazioni, anche sul morale dei soldati sia dell'Armata Rossa che dell'Armia Ludowa. NIE non pianificò mai alcuna attività di guerriglia.